# Алван Вентворт Чапмен
Алван Вентворт Чапмен (англ. Alvan Wentworth Chapman, 28 вересня 1809 — 6 квітня 1899) — американський лікар та ботанік-любитель XIX століття.
Відомий як автор наукової праці «Флора південних Сполучених Штатів» (англ. Flora of the Southern United States), першого всестороннього опису рослин Півдня США.
Зробив істотний внесок у світову ботаніку. Описав 330 ботанічних таксонів.

## Коротка біографія

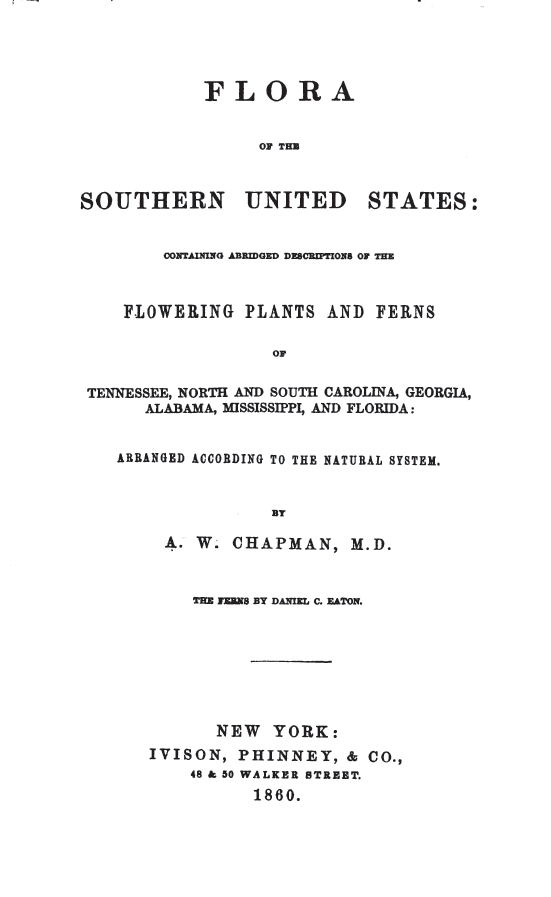
Титульний листок книги Flora of the southern United States

У молодості вивчав стародавні мови в Емгерст-коледжі, здобув медичну освіту, у 1846 році — ступінь доктора медицини.
У 1847 році оселився на узбережжі Флориди, в містечку Апалачікола, присвятивши все життя зціленню хворих.
Ботаніка була його захопленням, якому він віддавав весь свій вільний час.
У 1859 році, підсумувавши свої природно-наукові заняття, з планом своєї головної книги він відвідав Гарвардський університет, де радився зі знаменитим ботаніком Ейсою Греєм і протягом 5 місяців удосконалював свою працю.
Вихід книги відбувся в 1860 році. Вона витримала ще два видання за життя автора — у 1884 та 1897 роках.

## Головна книга
- Chapman, A. W.; Eaton, D. C. Flora of the Southern United States: Containing Abridged Descriptions of the Flowering Plants and Ferns of Tennessee, North and South Carolina, Georgia, Alabama, Mississippi, and Florida, Arranged According to the Natural System. Ivison, Phinney and Co., New York. 1860.[5]

## Іменем Чапмена названі

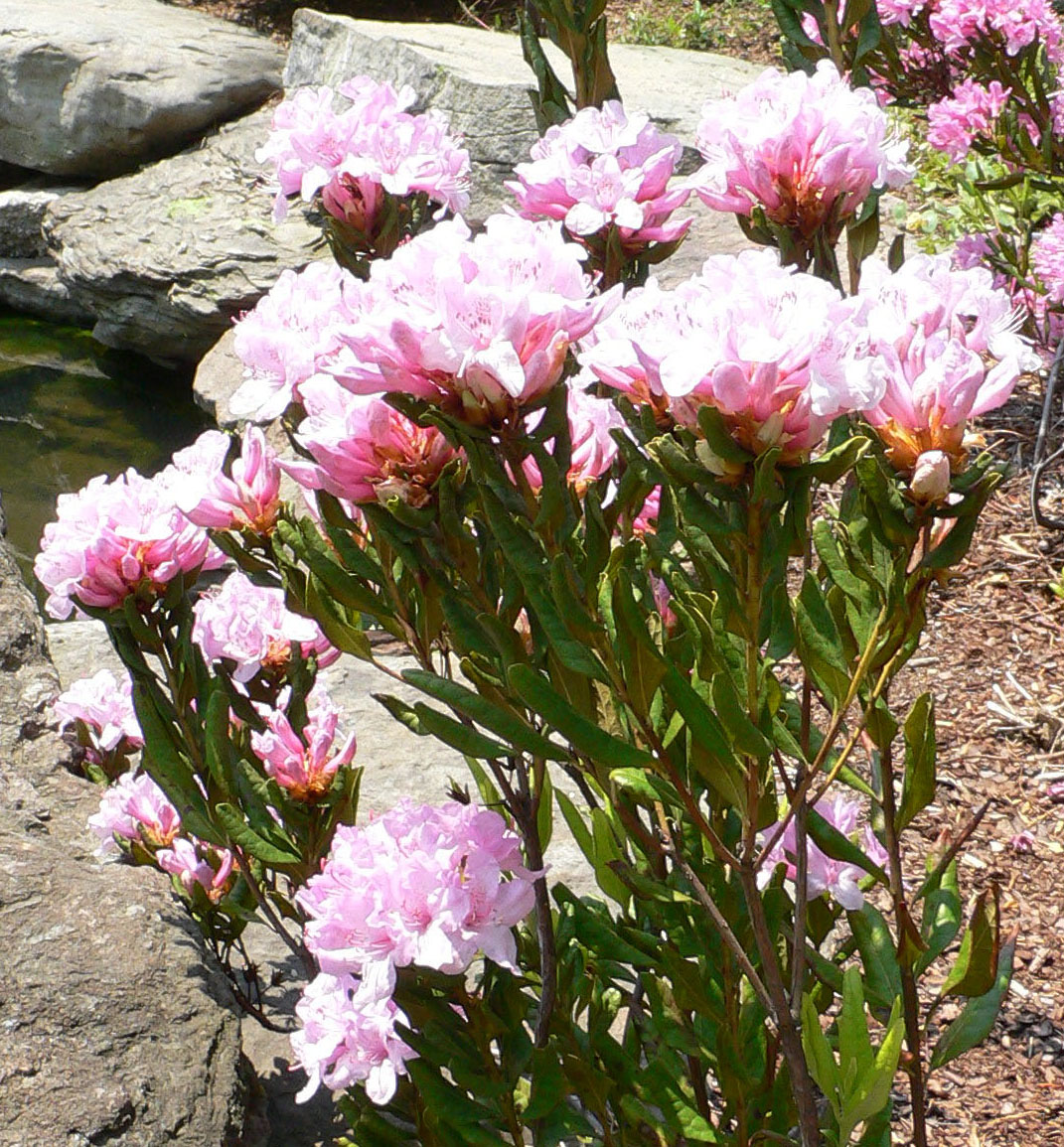

Рід рослин родини Бобові (Fabaceae) — Чапменія (Chapmannia).